# بید مجنون (فیلم ۱۹۲۰)
«بید مجنون» (انگلیسی: The Willow Tree) یک فیلم به کارگردانی هنری اوتو است که در سال ۱۹۲۰ منتشر شد. از بازیگران آن می‌توان به وایولا دینا و تام ریکتس اشاره کرد.

## بازیگران
- وایولا دینا
- ادوراد کانلی
- Pell Trenton
- هری دانکینسون
- Alice Wilson
- Frank Tokunaga
- Togo Yamamoto
- جرج کووا
- تام ریکتس